# Derectaotus prometheus
Derectaotus prometheus är en insektsart som beskrevs av Fernando 1958. Derectaotus prometheus ingår i släktet Derectaotus och familjen Mogoplistidae. Inga underarter finns listade i Catalogue of Life.